# Station Mühlhausen (Thür)
Station Mühlhausen (Thür) is een spoorwegstation in de Duitse plaats Mühlhausen/Thüringen. Het station werd in 1870 geopend.